# Actiniidae
Die Actiniidae sind mit ca. 200 Arten die artenreichste Familie der Seeanemonen (Actiniaria) innerhalb der Blumentiere (Anthozoa). Zu ihnen zählen alle in den europäischen Küstengewässern lebenden Seeanemonen, wie die Wachsrose (Anemonia sulcata) und die Pferdeaktinie (Actinia equina), sowie zwei Arten der tropischen Symbioseanemonen.

## Merkmale
Der säulenförmige Körper ist glatt oder mit Warzen oder Bläschen bedeckt. Die in alternierenden Kreisen angeordneten Tentakel sind einfach und stets unverzweigt.
Es gibt mindestens sechs, meistens aber mehr als sechs, den Gastralraum aufteilende Mesenterienpaare. Bei den Mesenterien lassen sich Makro- (vollständige Mesenterien) und Microcnemes (unvollständige Mesenterien) nicht unterscheiden. Jeweils ein Tentakel ist mit jedem Zwischenraum zwischen den Mesenterien verbunden. Ringschließmuskel und Basilarmuskel sind vorhanden.

## Gattungen
Über die Zahl der gültigen Gattungen finden sich in der neuesten Literatur widersprüchliche Angaben. Während Estefania Rodríguez, Marymegan Daly und Daphne G. Fautin (in Daly et al., 2007) von 44 zugehörigen Gattungen ausgehen, listet Daphne G. Fautin in ihrer Datenbank „Hexacorallians of the World“ 55 Gattungen.

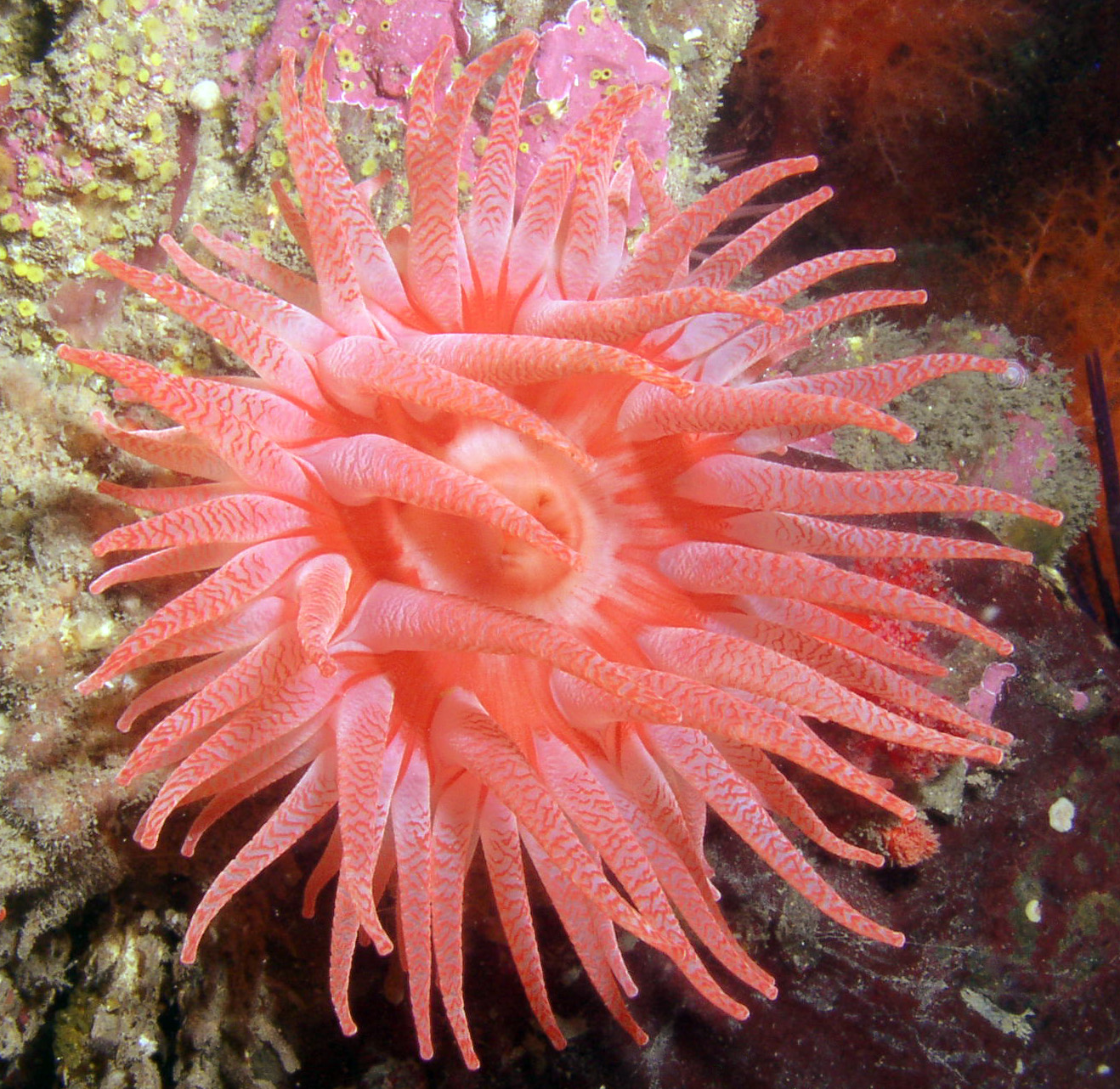
Cribrinopsis fernaldi

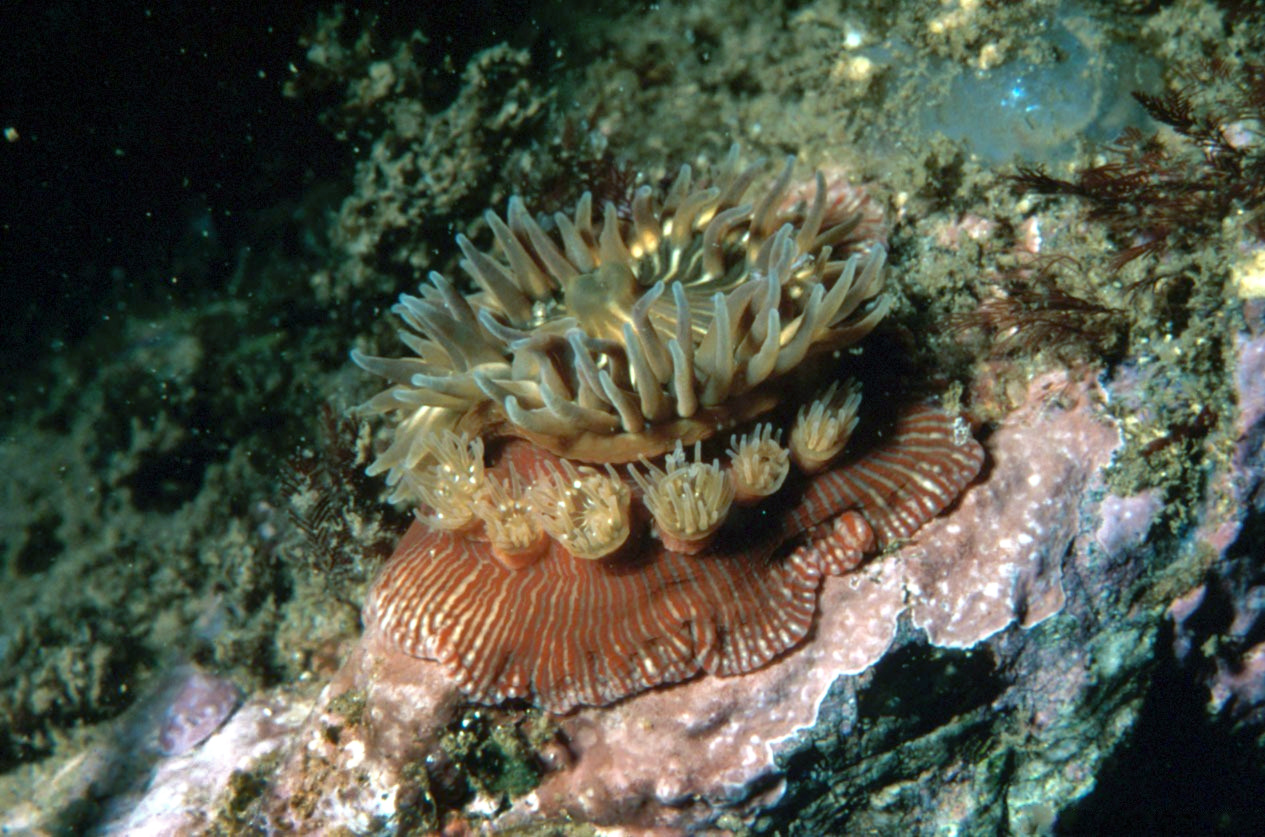
Epiactis prolifera

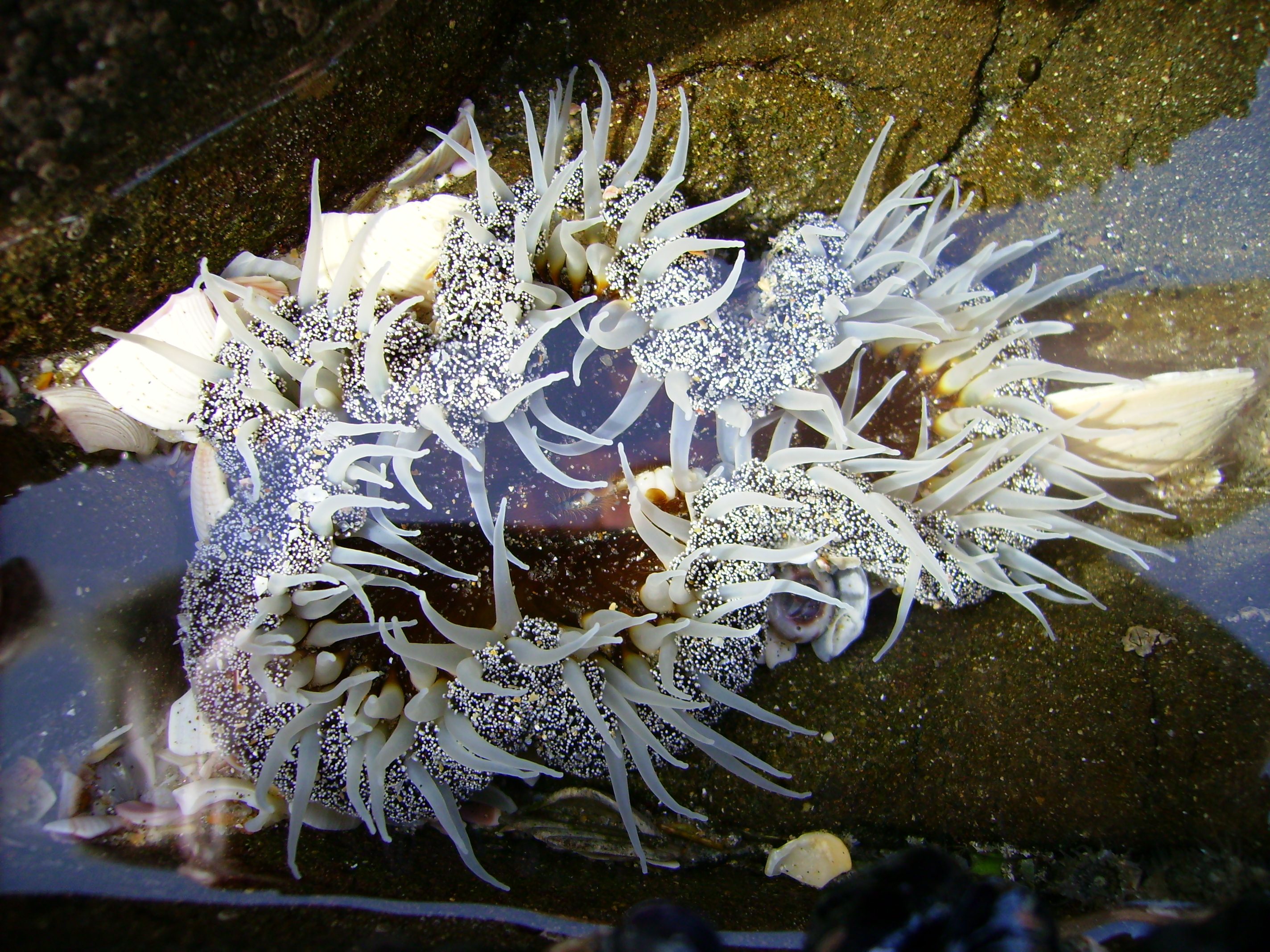
Isocradactis magna

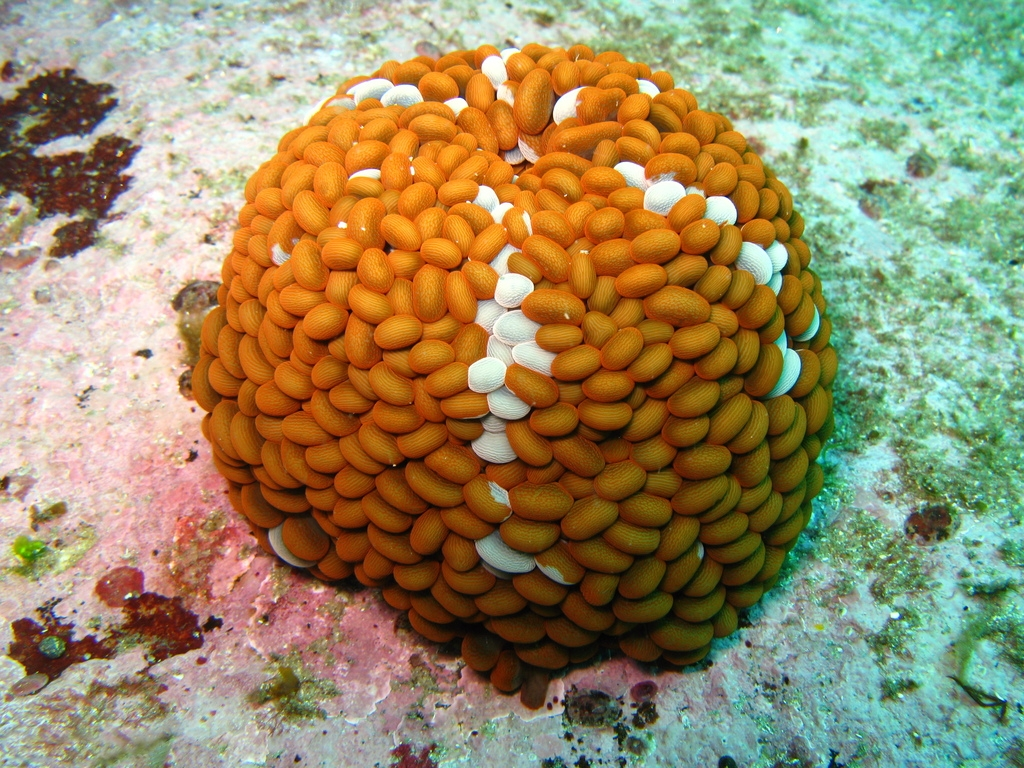
Phlyctenactis tuberculosa

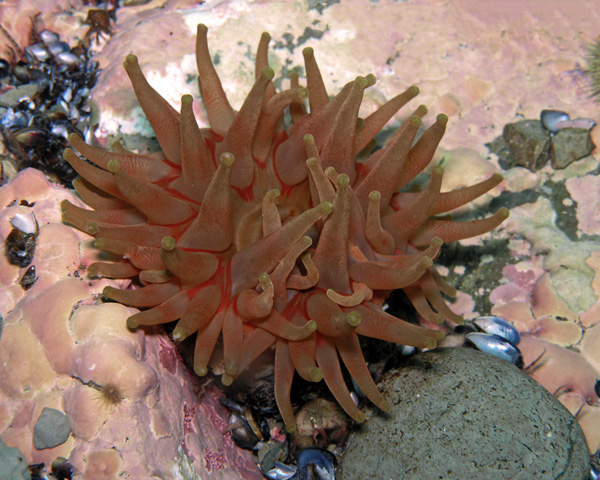
Dickhörnige Seerose (Urticina felina)

- Familie Actiniidae Rafinesque, 1815
  - Gattung Actinia Linnaeus, 1758
    - Pferdeaktinie (Actinia equina)

  - Gattung Actiniogeton Carlgren, 1938
  - Gattung Anemonia Risso, 1826
    - Wachsrose (Anemonia sulcata)

  - Gattung Antheopsis Simon, 1892
  - Gattung Anthopleura Duchassaing de Fonbressin & Michelotti, 1860
    - Grüne Riesenanemone (Anthopleura xanthogrammica)

  - Gattung Anthostella Carlgren, 1938
  - Gattung Aulactinia Verrill, 1864
  - Gattung Bolocera Gosse, 1860
  - Gattung Boloceropsis McMurrich, 1904
  - Gattung Bunodactis Verrill, 1869
  - Gattung Bunodosoma Verrill, 1899
  - Gattung Cladactella Verrill, 1928
  - Gattung Cnidopus Carlgren, 1934
  - Gattung Condylactis Duchassaing de Fombressin & Michelotti, 1864
    - Karibische Goldrose (Condylactis gigantea)

  - Gattung Cribrina Ehrenberg, 1834
  - Gattung Cribrinopsis Carlgren, 1921
  - Gattung Dofleinia Wassilieff, 1908
  - Gattung Entacmaea Ehrenberg, 1834
    - Entacmaea medusivora
    - Blasenanemone (Entacmaea quadricolor)

  - Gattung Epiactis Verrill, 1869
  - Gattung Glyphoperidium Roule, 1909
  - Gattung Glyphostylum Roule, 1909
  - Gattung Gyrostoma Kwietniewski, 1897
  - Gattung Isactinia Carlgren, 1900
  - Gattung Isanemonia Carlgren, 1950
  - Gattung Isantheopsis Carlgren, 1942
  - Gattung Isoaulactinia Belém et al., 1996
  - Gattung Isocradactis Carlgren, 1924
  - Gattung Isosicyonis Carlgren, 1927
  - Gattung Isotealia Carlgren, 1899
  - Gattung Korsaranthus Riemann-Zürneck, 1999
  - Gattung Leipsiceras Stephenson, 1918
  - Gattung Macrodactyla Haddon, 1898
  - Gattung Mesactinia England, 1987
  - Gattung Myonanthus McMurrich, 1893
  - Gattung Neocondylactis England, 1987
  - Gattung Neoparacondylactis Zamponi, 1974
  - Gattung Oulactis Milne Edwards & Haime, 1851
  - Gattung Parabunodactis Carlgren, 1928
  - Gattung Paracondylactis Carlgren, 1934
  - Gattung Paranemonia Carlgren, 1900
  - Gattung Parantheopsis McMurrich, 1904
  - Gattung Paratealia Mathew & Kurian, 1979
  - Gattung Phialoba Carlgren, 1949
  - Gattung Phlyctenactis Stuckey, 1909
  - Gattung Phlyctenanthus Carlgren, 1949
  - Gattung Phyllactis Milne Edwards & Haime, 1851
  - Gattung Phymactis Milne Edwards, 1857
  - Gattung Pseudactinia Carlgren, 1928
  - Gattung Spheractis England, 1992
  - Gattung Stylobates Dall, 1903
  - Gattung Synantheopsis England, 1992
  - Gattung Tealia Gosse, 1858
  - Gattung Tealianthus Carlgren, 1927
  - Gattung Telactinia England, 1987
  - Gattung Seedahlien (Urticina Ehrenberg, 1834)
    - Dickhörnige Seerose (Urticina felina)
    - Fischfressende Seedahlie (Urticina piscivora)

  - Gattung Urticinopsis Carlgren, 1927

### Online
- Fautin, Daphne G. 2009. Hexacorallians of the World Sea anemones, Corals, and their allies (Seite nicht mehr abrufbar, festgestellt im Juni 2020. Suche in Webarchiven)